# Malacachtépec Momoxco
Malacachtépec Momoxco es el nombre del altépetl formado por una confederación de pueblos de origen náhuatl que se encontraba dentro de los límites de la actual alcaldía Milpa Alta, en el sureste de la Ciudad de México.

## Ubicación geográfica
La confederación de Malacachtépec Momoxco reunía a los pueblos momoxcas, localizados en la vertiente septentrional de la sierra de Ajusco-Chichinauhtzin. El corazón de la confederación se encontraba en el pequeño valle de Milpa Alta, entre los volcanes Tláloc y Teuhtli.  

## Historia
De acuerdo con escasas fuentes disponibles, la población original de la zona de Milpa Alta era ascendiente de los toltecas. Después del colapso de Tollan-Xicocotitlan, hubo una serie de migraciones de origen chichimeca que se sobrepuso o se mezcló con la población original. Una parte de estas migraciones llegó a las montañas milpanecas y se mezcló con la población original. Esto debió ocurrir entre los siglos XI y XII de la era cristiana. El centro de la confederación momoxca fue Malacachtépec Momoxco, localizada en la actual Villa Milpa Alta. 
La relación de Malacachtépec Momoxco con el resto de los pueblos del valle del Anáhuac no es clara. Probablemente los momoxcas hayan sido una fracción de la tribu xochimilca. El estatus que tenía el señorío momoxca dentro del imperio azteca tampoco es claro.
Se atribuye a Hueyitlahuill la fundación de la confederación momoxca, pero no se han encontrado pruebas de la existencia de este personaje, más allá de la historia oral que se conserva en los pueblos de Milpa Alta, que ha sido rescatada por antropólogos e historiadores —entre ellos Franz Boas— desde final del siglo XIX.